# Neolitsea sericea
Neolitsea sericea är en lagerväxtart som först beskrevs av Carl Ludwig von Blume, och fick sitt nu gällande namn av Gen-Iti Koidzumi. Neolitsea sericea ingår i släktet Neolitsea och familjen lagerväxter. Inga underarter finns listade i Catalogue of Life.